# William King (författare)

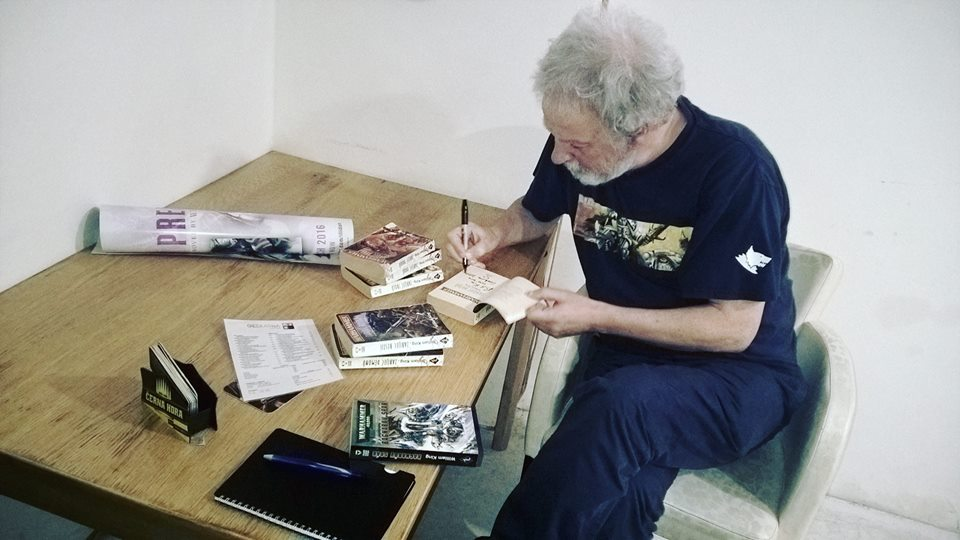
William King

William King, född  7 december 1959 i Stranrear i Skottland, är en skotsk författare och spelutvecklare. Han skriver för förlaget Black Library som är Games Workshops förlag och skriver böcker som baseras i Warhammer-universumet och Warhammer 40000-universumet, men även utanför Games Workshops världar.